# دوروثي شكسبير
دوروثي شكسبير (بالإنجليزية: Dorothy Shakespear)‏ (14 سبتمبر 1886، لندن الكبرى في المملكة المتحدة - 8 ديسمبر 1973، لندن الكبرى في المملكة المتحدة)؛ كاتِبة، رسامة وشاعرة بريطانية.